# Larry Nance
Larry Donnell Nance Sr. (Anderson, Carolina do Sul, 12 de fevereiro de 1959) é um ex-jogador profissional de basquetebol norte-americano que atuava como ala-pivô na NBA. Nance jogou sete temporadas pelo Phoenix Suns entre 1981-1988 e sete temporadas pelo Cleveland Cavaliers entre 1988-1994, totalizando 13 anos de carreira na NBA. Nance é pai do jogador Larry Nance Jr, que assim como ele também jogou em Cleveland.

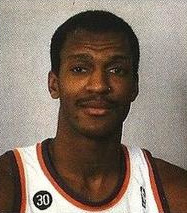
Larry Nance no Phoenix Suns

## Estatísticas
- 920 jogos
- 15.687 pontos (17.1 por jogo)
- 7.352 rebotes (8.0 por jogo)
- 2.027 tocos (2.2 por jogo)

## Honrarias
- 3 aparições no All-Star Game (1985, 1988 e 1993)
- 3 vezes eleito para o time ideal de defesa da NBA (1989, 1992 e 1993)
- Campeão do Slam Dunk Contest (1984)
- Camisa aposentada pelo Cleveland Cavaliers (#22)